# قماش النجود

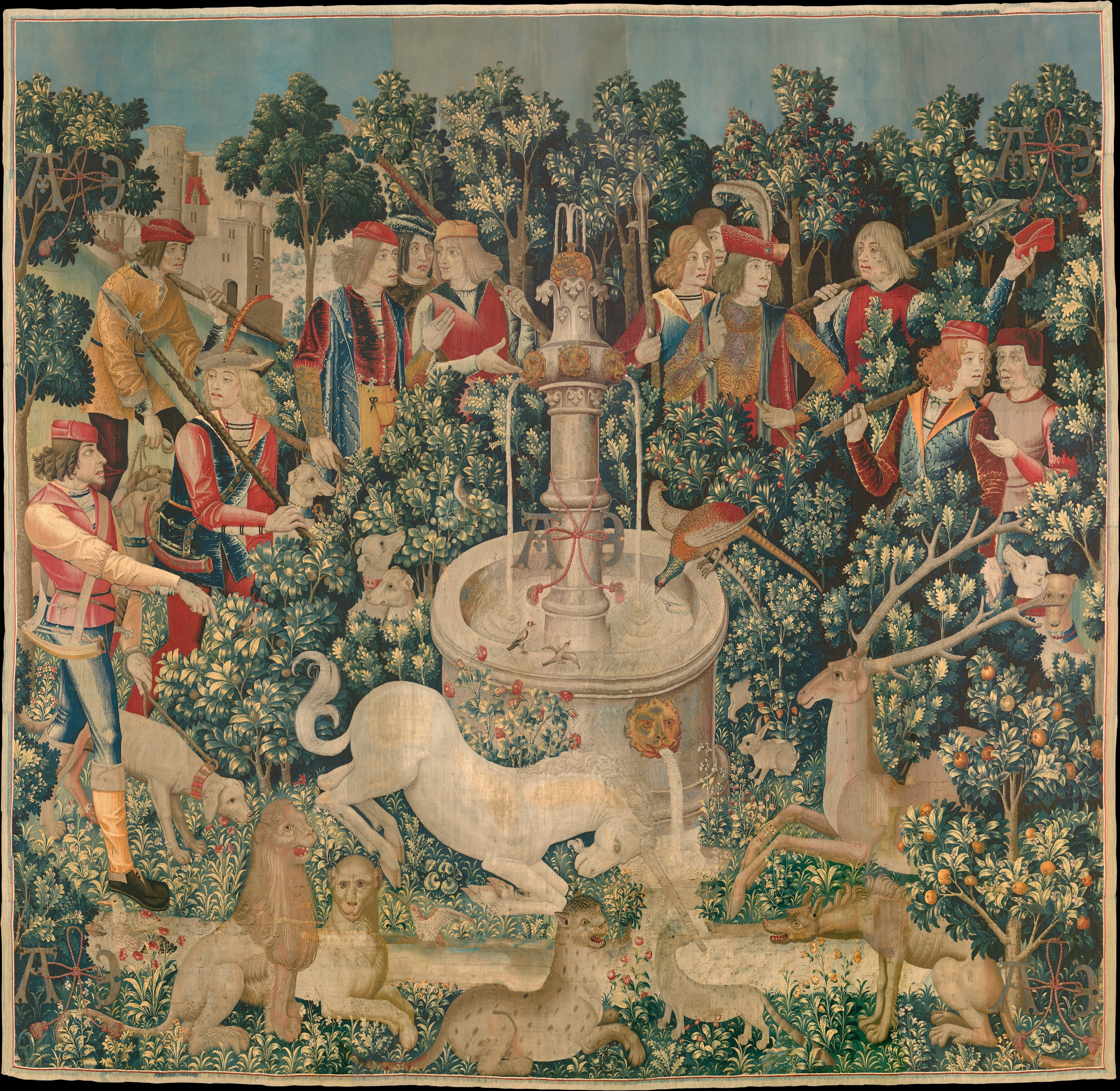
أحد أقمشة النجود ضمن سلسلة صيد وحيد القرن: (The Hunt of the Unicorn) العثور على وحيد القرن (The Unicorn is Found)، سرك (circa) 1495-1505، متحف الأديرة (the Cloisters)، متحف المتروبوليتان للفنون (Metropolitan Museum of Art)، نيويورك

النَجْد أو قماش النجود أو النُّجودُ (مفردها «نَجْد») أو الزرابي هو شكل من أشكال فنون النسيج، وفي العادة يتم نسجه على منسج عمودي، كما يمكن نسجه على منسج أرضي أيضًا. ويتكون هذا القماش من مجموعتين من الخيوط المتداخلة، وهي الخيوط التي تمتد طولاً (ويطلق عليها السدى) والخيوط التي تمتد عرضًا (ويطلق عليها اللحمة)، ويتم شد خيوط السدى على المنسج ثم يتم تمرير خيوط اللحمة ذهابًا وإيابًا عبر جزء من خيوط السدى أو كلها. وقماش النجود هو نسيج تظهر فيه خيوط اللحمة في المواجهة وتكون جميع خيوط السدى مخفية في العمل النهائي المكتمل، على عكس نسيج الأقمشة العادية الذي يمكن رؤية كل من خيوط السدى واللحمة فيه. وفي نسيج قماش النجود، عادةً ما تكون خيوط اللحمة متقطعة؛ حيث يشابك الحرفي كل خيط ملون من خيوط اللحمة ذهابًا وإيابًا في مساحة التصميم الصغيرة. إنه عبارة عن نسيج سادة تظهر فيه خيوط اللحمة في المواجهة ويتم شغل خيوط لحمة بألوان مختلفة على أجزاء من السدى لتشكيل التصميم.
يستخدم معظم النساجين خيوط سدى مأخوذة من الطبيعة مثل الكتان أو القطن. أما خيوط اللحمة فعادةً ما تكون من الصوف أو القطن، ولكنها قد تتضمن خيوطًا من الحرير أو الذهب أو الفضة أو غيرها من البدائل الأخرى.

## أصل المصطلح
إن المصطلح الإنجليزي tapestry، (الذي يعني «قماش النجود المزين بالرسوم والصور») والذي تم التصديق عليه في اللغة الإنجليزية لأول مرة في عام 1467، مشتق من الكلمة الفرنسية القديمة tapisserie، المأخوذة من tapisser، وتعني «يغطي بقماش ثقيل، أو يكسو بالسجاد»، وهي بدورها مشتقة من كلمة tapis، أو «القماش الثقيل»، عبر كلمة tapes اللاتينية، وهي ترجمة بالأحرف اللاتينية للكلمة اليونانية (τάπης (tapēs، وتعني «سجادة، بساط». وأقدم صيغة مصدق عليها للكلمة هي ta-pe-ja اليونانية الميسينية والمكتوبة بالكتابة المقطعية المعروفة بـالخطية ب (Linear B).

## الوظيفة

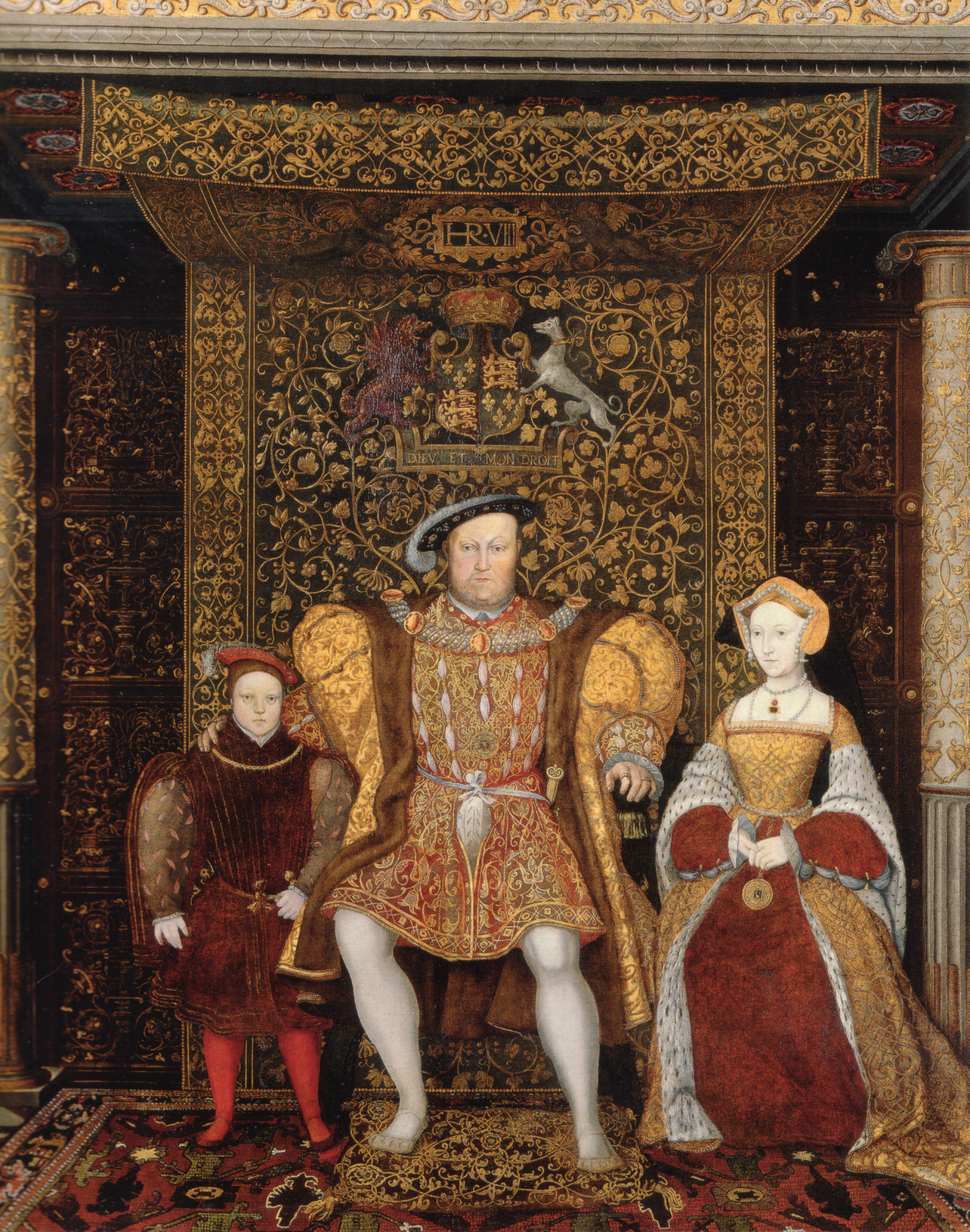
هنري الثامن ملك إنجلترا يجلس أسفل قماش نجود مظلة العرش

يُعزى نجاح قماش النجود جزئيًا إلى إمكانية نقله وحمله (أطلق لو كوربوزييه (Le Corbusier) على قماش النجود ذات مرة لفظ «الجداريات المتنقلة»). فكان الملوك والنبلاء يلفون قماش النجود وينقلونه من مسكن إلى آخر. وفي الكنائس، كان يتم عرض هذا القماش في المناسبات الخاصة. كما كان قماش النجود يكسو جدران القلاع لعزلها حراريًا خلال فصل الشتاء وكذلك لتزيينها.
وفي العصور الوسطى وعصر النهضة، كان هناك لوح من قماش النجود الغني المنسوج والمزين بـاللافتات أو الشعارات الوطنية أو شعارات النبالة الرمزية يسمى مظلة أو مظلة العرش أو قماش مظلة العرش وكان يُعلق خلف العرش أو فوقه كرمز للسلطة. وعادةً ما كان يتم رفع كرسي العرش الموضوع أسفل هذه المظلة على منصة.
وتعود الأيقونات المستخدمة في معظم أقمشة النجود الغربية إلى المصادر المكتوبة، وكان الكتاب المقدس والتحولات (Metamorphoses) لـ أوفيد الخيارين الأشهر والأكثر شيوعًا بين هذه المصادر. وبعيدًا عن الصور الدينية والأسطورية، كانت مشاهد الصيد هي موضوع الكثير من رسومات أقمشة النجود التي كانت تُنتج للتزيين الداخلي.

## التطور التاريخي
استُخدمت أقمشة النجود منذ العصور الهلنستية على أقل تقدير. وتم العثور على عينات من أقمشة النجود الإغريقية المحفوظة في صحراء حوض تاريم تعود إلى القرن الثالث قبل الميلاد.

ودخلت أقمشة النجود مرحلة جديدة في أوروبا في مطلع القرن الرابع عشر الميلادي. وكانت نشأة الموجة الأولى من الإنتاج في ألمانيا وسويسرا. وبمرور الوقت، توسعت هذه الحرفة لتصل إلى فرنسا وهولندا. وظلت الأدوات الأساسية المستخدمة فيها هي نفسها منذ ذلك الحين.
.

منسج تقليدي للنسيج اليدوي لأقمشة النجود الأصغر حجمًا لا يزال مستخدمًا في الدول الإسكندنافية

في القرن الرابع عشر والقرن الخامس عشر، كانت مدينة أراس، بفرنسا من المدن التي ازدهرت فيها صناعة النسيج. وتخصصت الصناعة في أقمشة النجود الراقية المصنوعة من الصوف وكانت تُباع لتزيين القصور والقلاع في جميع أنحاء أوروبا. ولم يتم إنقاذ إلا القليل من أقمشة النجود هذه خلال الثورة الفرنسية حيث أُحرقت المئات منها لاستخراج خيوط الذهب التي كانت تُستخدم غالبًا في نسجها. ولا يزال اسم أراس يُستخدم للإشارة إلى أقمشة النجود الراقية بغض النظر عن المكان الذي تم نسجها فيه.
بحلول القرن السادس عشر، أصبحت منطقة فلاندرز ومدن أودينارد وبروكسل وجيراردسبيرجين وإنغهاين مراكز لإنتاج أقمشة النجود الأوروبية. وفي القرن السابع عشر، يُقال إن أقمشة النجود الفلمنكية كانت أهم الصناعات الإنتاجية، ولا يزال العديد من النماذج التي أنتجت في هذا العصر موجودة حتى الآن تبرهن على تعقيد تفاصيل التصميم والألوان التي تتجسد في تكوينات فنية غالبًا ما تكون ذات طابع تذكاري بارز.

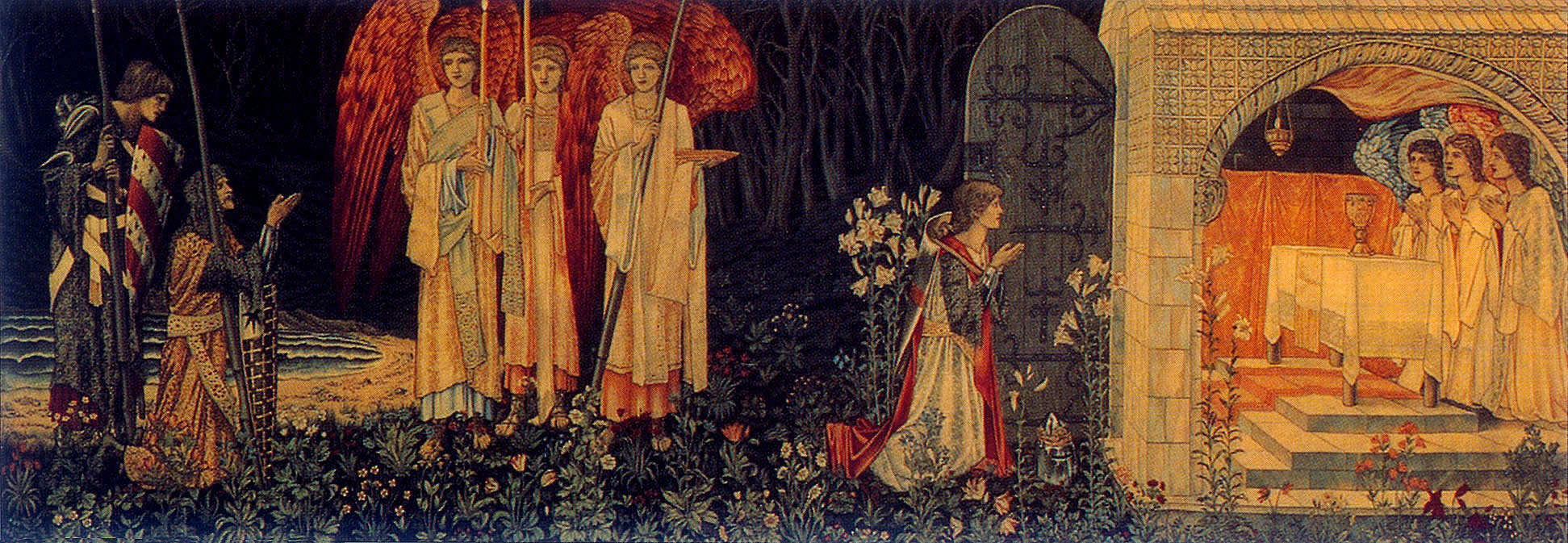
بلوغ المحرز (The Attainment) أحد أقمشة نجود الكأس المقدسة (Holy Grail tapestries)، موريس آند كو (Morris & Co.)، التسعينيات من القرن التاسع عشر

في القرن التاسع عشر، أحيا ويليام موريس (William Morris) فن صناعة أقمشة النجود بطابع القرون الوسطى في مصانع ميرتون آبي (Merton Abbey). وقامت شركة موريس آند كو (Morris & Co.) بتصنيع سلسلة ناجحة من أقمشة النجود للاستخدامات المنزلية والكنسية تحمل أشكالاً تعتمد على الرسوم الكاريكاتورية لـ إدوارد بيرن-جونز (Edward Burne-Jones).
ويعد الكيليم وسجاد النافاجو أنواعًا من أعمال أقمشة النجود.
ولا تزال أقمشة النجود تُصنع في مصنع جوبلنز (Gobelins) وعدد قليل من الورش الأوروبية القديمة الأخرى التي تقوم أيضًا بإصلاح وترميم أقمشة النجود القديمة. ويمارس الحرفة حاليًا النساجون الهواة.

## أقمشة النجود الجاكارد واللون والعين البشرية
يُستخدم مصطلح أقمشة النجود أيضًا لوصف الأقمشة التي تظهر فيها خيوط اللحمة في المواجهة والمصنوعة على مناسج الجاكارد. قبل التسعينيات من القرن العشرين، كانت أقمشة تنجيد أقمشة النجود ونُسخ أقمشة نجود العصور الوسطى الشهيرة تُصنع باستخدام تقنيات جاكارد، إلا أنه بعد ذلك قام الفنانون مثل تشاك كلوس (Chuck Close) بتعديل
عملية النسيج بتقنيات جاكارد المحوسبة لتناسب إنتاج أعمال الفنون الجميلة. [بحاجة لمصدر]
وفي العادة تُنقل رسوم أقمشة النجود من التصميم الأصلي عبر عملية تشبه التلوين بالأرقام: فيتم تقسيم الرسوم الكاريكاتورية إلى أجزاء يخصص لكل منها لون واحد خالص اعتمادًا على لوحة ألوان قياسية. إلا أنه في نسيج الجاكارد، يمكن استخدام السلاسل المتكررة من خيوط السدى واللحمة متعددة الألوان لابتكار ألوان ممتزجة بصريًا - بمعنى أن العين البشرية تدرك مزيج قيم الخيوط كلون واحد.
ويمكن تشبيه هذه الطريقة بـ النقطية التي نشأت من الاكتشافات التي تمت في وسيط أقمشة النجود. ويُعزى ظهور هذا الأسلوب والطابع في القرن التاسع عشر إلى تأثير ميشيل أوجين شيفرويل (Michel Eugène Chevreul) وهو كيميائي فرنسي مسؤول عن تطوير دولاب الألوان ذي الدرجات الأساسية والمتوسطة. وعمل شيفرويل كمدير لأعمال الصباغة في مصنع أقمشة النجود لا جوبلنز (Les Gobelins) في باريس حيث لاحظ أن اللون الذي يتم إدراكه لخيط معين يتأثر بالخيوط المحيطة به، وقد أطلق على هذه الظاهرة اسم «التباين المتزامن». وكان عمل شيفرويل استمرارًا لنظريات الألوان التي أسهب في شرحها ليوناردو دا فينشي (Leonardo da Vinci) وغوته (Goethe)؛ وأثرت أعماله بدورها على رسامين من بينهم ديلاكروا (Eugène Delacroix) وجورج سورا (Georges-Pierre Seurat). [بحاجة لمصدر]
كما تنطبق المبادئ التي أوضحها شيفرويل على شاشات التليفزيون والكمبيوتر المعاصرة التي تستخدم نقاطًا متناهية الصغر من الضوء الأحمر والأخضر والأزرق (النموذج اللوني أحمر أخضر أزرق (RGB)) في الحصول على الألوان، ويطلق على كل مركب منها اسم عنصورة (أو بكسل).

## قائمة أقمشة النجود الشهيرة

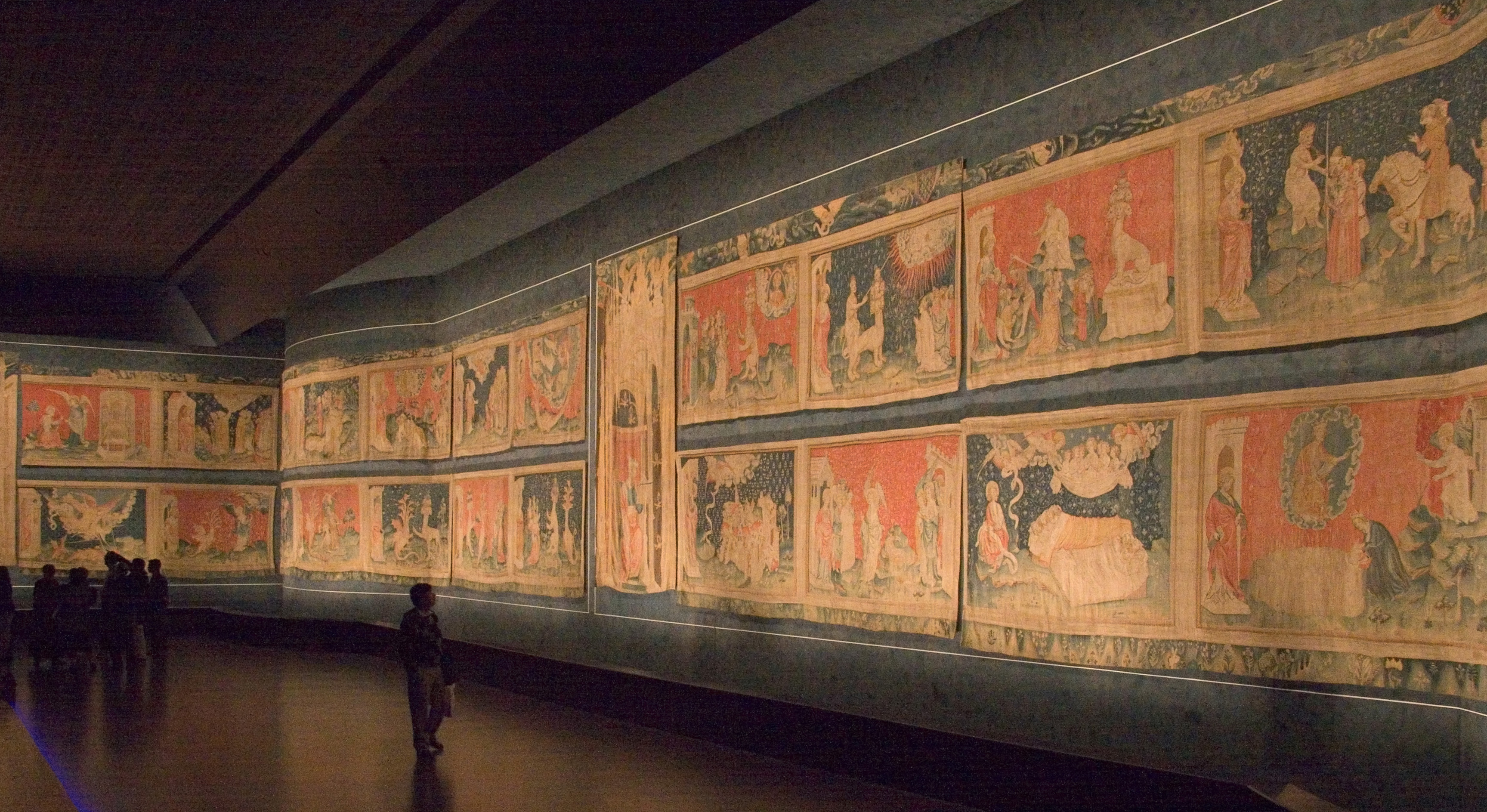
قماش النجود أبوكاليبس (Apocalypse Tapestry) في شاتو دي أنجيه (Château d'Angers) في مدينة أنجيه.

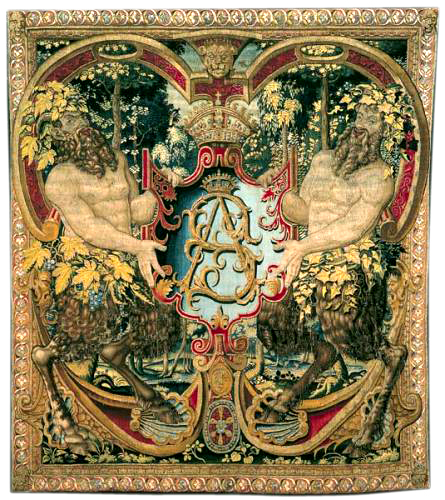
قماش نجود يحمل الأحرف الأولى "SA" من اسم الملك زغمونت الثاني أوغست ملك بولندا، إقليم بروكسل العاصمة، c. 1555. جزء من أقمشة النجود الياكيلونية الشهيرة التي تُعرف أيضًا باسم أقمشة نجود فافل (Wawel) أو أقمشة أراس فافل.

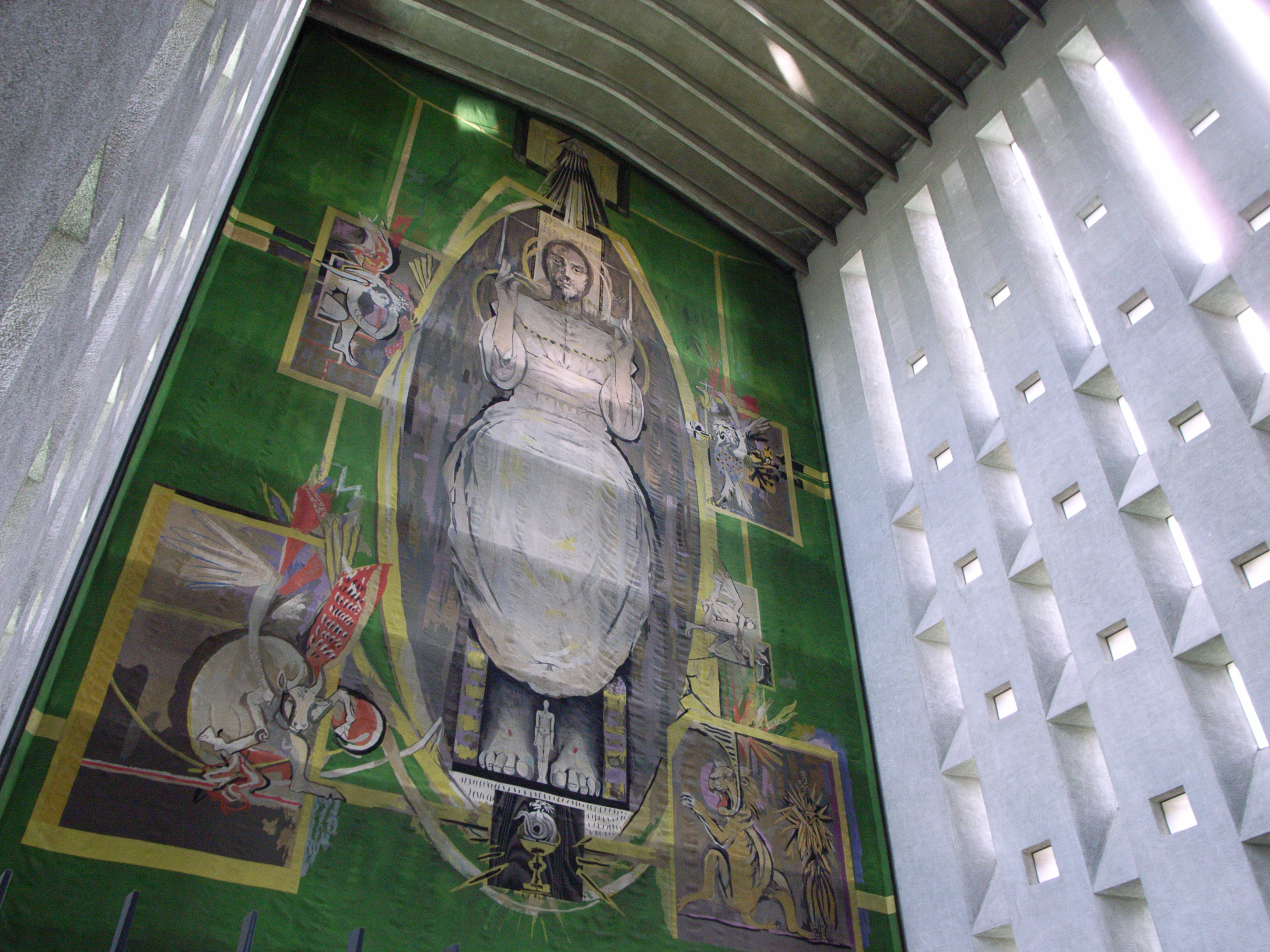
قماش نجود يحمل صورة مجد المسيح (Christ in Glory)، 1962، كاتدرائية كوفنتري، بارتفاع 75.5 قدمًا، من تصميم جراهام ساثيرلاند (Graham Sutherland) وقام بنسجها بنتون فرير (Pinton Frères)، فيليتين، فرنسا.

- قماش نجود حصار طروادة الذي أشار إليه هوميروس في الكتاب الثالث من الإلياذة، حيث تتخفى أيريس في زي لاوديس وتعثر على هيلين «تعمل في نسج شبكة كبيرة من الكتان الأرجواني كانت تطرز عليها المعارك التي قامت بين الطرواديين والأخيون، الذين جعلتهم أيريس يحاربون من أجلها.» إذا كان قد تم تصنيع قماش النجود هذا في ذلك الوقت، فإن ذلك يفسر كيف علقت هذه المعارك بالأذهان بهذه التفاصيل الرائعة على مدار 400 عام أو نحوها بين وقت حصار طروادة والعصر الذي ظهر فيه هوميروس.
- قماش سانت جيريون (Cloth of St Gereon) - أقدم قطعة قماش نجود أوروبية لا تزال موجودة حتى الآن.
- قماش النجود سامبل (Sampul tapestry)، جدارية صوفية، القرن الثالث - الثاني قبل الميلاد، سامبل، متحف شينجيانغ (Xinjiang) بمدينة أورومتشي.
- قماش النجود هيستيا (Hestia Tapestry)، القرن السادس، مصر، مجموعة دامبرتون أووكس (Dumbarton Oaks).
- قماش النجود أبوكاليبس (Apocalypse Tapestry) هو أطول قماش نجود في العالم ويصور مشاهد من رؤيا يوحنا. وقد تم نسجه في الفترة بين عامي 1373 و1382. وهذه القطعة التي يبلغ طولها الأصلي 140 مترًا (459 قدمًا)، ويبلغ طول الجزء المتبقي الذي تم إنقاذه منها 100 متر، يتم عرضها في قلعة شاتو دي أنجيه (Château d'Angers)، في مدينة أنجيه.
- القطعة المكونة من ستة أجزاء La Dame à la Licorne (السيدة ووحيد القرن)، وهي محفوظة في فندق كلوني (l'Hôtel de Cluny) في باريس.
- أقمشة نجود الصيد في ديفونشير (Devonshire Hunting Tapestries)، وهي أقمشة نجود فلمنكية يرجع تاريخها إلى منتصف القرن الخامس عشر وتصور رجالاً ونساءً يرتدون ملابس أنيقة في مطلع القرن الخامس عشر ويصطادون في الغابة. وكانت أقمشة النجود هذه مملوكة سابقًا لـ دوق ديفونشير، ولكنها أصبحت موجودة الآن في متحف فكتوريا وألبرت.
- صيد وحيد القرن (The Hunt of the Unicorn) هي سلسلة من أقمشة النجود تتكون من سبع قطع تم نسجها في الفترة من 1495 إلى 1505، وهي معروضة حاليًا في متحف الأديرة (The Cloisters)، بـمتحف المتروبوليتان للفنون (Metropolitan Museum of Art)، في نيويورك.
- أقمشة النجود المنسوجة لـ كنيسة سيستينا (Sistine Chapel)، صممها رفائيل بين عامي 1515-1516، ولا تزال الرسوم الكاريكاتورية لرفائيل أو التصميمات الملونة المستخدمة في صناعة هذه الأقمشة باقية حتى الآن.
- أقمشة نجود فافل (Wawel Tapestries)، (منتصف القرن السادس عشر) هي مجموعة مكونة من 134 قطعة من أقمشة النجود وتوجد في قلعة فافل في مدينة كراكوف ببلولندا وتصور العديد من الموضوعات الدينية والطبيعية والملكية. وقد قام بتجميع أقمشة النجود الشهيرة هذه التي تم تصنيعها في أراس الملوك البولنديون زغمونت الأول وزغمونت الثاني أوغست.
- أقمشة نجود فالو (Valois Tapestries) هي عبارة عن دائرة مكونة من 8 جداريات تصور المهرجانات الملكية التي كانت تُقام في فرنسا في الستينيات والسبعينيات من القرن السادس عشر.
- قماش نجود العالم الجديد (New World Tapestry) هي قطعة من قماش النجود يبلغ طولها 267 قدمًا وتصور استعمار الأمريكتين في الفترة بين 1583 و1648، وهي معروضة في متحف الإمبراطورية البريطانية ودول الكومنولث(British Empire and Commonwealth Museum)؛ ولا تعد هذه قطعة من قماش النجود (بالمعنى الدقيق)، بل هي قماش تطريزي.
- أكبر مجموعة من أقمشة النجود المصنوعة في منطقة الفلاندرز توجد في المجموعة الملكية الإسبانية، حيث تضم 8000 متر من أقمشة النجود التاريخية الواردة من الفلاندرز، فضلاً عن أقمشة النجود الإسبانية التي صممها جويا وآخرون. وهناك متحف خاص لها في القصر الملكي لا جرانجا دي سان إلديفونسو (Royal Palace of La Granja de San Ildefonso)، ويتم عرض البعض الآخر منها في المباني التاريخية المختلفة.
- الأنشطة الترفيهية الرعوية (The Pastoral Amusements) وتُعرف أيضًا باسم "Les Amusements Champêtres"، وهي عبارة عن سلسلة مكونة من 8 قطع من أقمشة النجود المصنوعة في مدينة بوفيه والتي صممها الفنان جان بابتيست أودري (Jean Baptiste Oudry) في الفترة بين عامي 1720 و1730.
- قماش نجود بريستونبانس (Prestonpans Tapestry) عبارة عن قماش تطريزي طوله 104 أمتار يحكي قصة الأمير تشارلي الوسيم (Bonnie Prince Charlie) ومعركة بريستونبانس (Battle of Prestonpans).
- قطعة مجد المسيح (Christ in Glory)، (1962) المصنوعة لـ كاتدرائية كوفنتري من تصميم جراهام ساثيرلاند (Graham Sutherland). وكانت هذه القطعة هي أكبر قطعة قماش نجود رأسية في العالم حتى التسعينيات من القرن العشرين.
- قماش نجود جمعية الأصدقاء الدينية (Quaker Tapestry) (1981-1989) هي مجموعة حديثة من اللوحات التطريزية التي تحكي قصة ظهور النزعة الصاحبية من القرن السابع عشر حتى الآن.

### قائمة المصادر
- Campbell, Thomas P. Henry VIII and the Art of Majesty: Tapestries at the Tudor Court, مطبعة جامعة ييل, 2007, ISBN 978-0-300-12234-3
- Russell, Carol K. Tapestry Handbook. The Next Generation, Schiffer Publ. Ltd., Atglen, PA. 2007, ISBN 978-0-7643-2756-8
- Embroidery and Tapestry Weaving, by Grace Christie, 1912, from مشروع غوتنبرغ. Technical handbook.

## وصلات خارجية
- Jagiellonian Tapestries Polish Tapestry Museum
- Tapestry, A World History of Art
- Pictures from a contemporary mill, showing tapestries being woven on looms with Jacquard heads
- Goblan Ammar Arabic/Islamic tapestry art.
- Art Italian jacquard tapestry